# Johannes Kinker
Johannes Kinker (Nieuwer-Amstel, 1 januari 1764 – Amsterdam, 16 september 1845) was een Nederlands dichter, filosoof en advocaat.

## Levensloop
De ouders van Johannes Kinker kwamen uit Duitsland. Als tienjarige begon Kinker met het schrijven van gedichten en verhalen in het Nederlands en in het Latijn.
Hij studeerde medicijnen en rechten in Utrecht en verhuisde daarna naar Den Haag, waar hij werkte als advocaat en als literair journalist. Van 1817 tot aan de Belgische Opstand in 1830 was hij aan de pas opgerichte Rijksuniversiteit Luik hoogleraar Nederlandse taal- en letterkunde en welsprekendheid. Hij pleitte sterk voor de eenheid van Noord- en Zuid-Nederland. In de filosofie was hij een navolger van Spinoza en Kant. In Nederland was Kinker een van de eersten die de filosofie van Kant probeerde ingang te doen vinden, onder meer in bijdragen aan het Magazyn voor de critische wijsgeerte. Hij bestreed de denkbeelden van Willem Bilderdijk op zowel filologisch als filosofisch gebied.
Nadat hij uit België was weggevlucht hoopte Kinker op een aanstelling aan het Amsterdamse Athenaeum Illustre, maar die is er ondanks beloftes van de overheid nooit gekomen. Hij was lid van vele letterkundige verenigingen en actief in de vrijmetselarij. Hij onderhield nauwe relaties met de grootmeester van het Grootoosten der Nederlanden prins Frederik en met zijn plaatsvervanger Falck.
Het literaire talent van Kinker is vooral terug te vinden in zijn parodieën, onder meer op het werk van Rhijnvis Feith. Bekende gedichten van zijn hand zijn Alleven of de wereldziel (1812) en De jonge Kloë. Filosofische werken: God en Vrijheid (1800), Wilskracht en Deugd (1803), en Gedachten bij het graf van Kant (1805). Zijn Gedichten verschenen in drie delen in 1818-1821.
Johannes Kinker is de naamgever van de Kinkerstraat in Amsterdam, en daarmee ook van de Kinkerbuurt.

## Publicaties

Gedicht van Johannes Kinker

- Beoordeling van mr. Willem Bilderdijk's Nederlandsche spraakleer (zj.)
- Shakespeare, Eind goed, al goed (zj.)
- Mijne minderjarige zangster[a] (1785)
- De eigenbaat. Parodie[b] (1785)
- Orosman de Kleine of de dood van Zaïre. Moorddadig treurspel[c] (1787)
- De Alrik en Aspasia van Mr. Rhijnvis Feith ... zedert kort regeerend burgemeester der stad Zwolle, enz.enz. ...[d] (1787). Bonaventura Melorauschi pseud. van Johannes Kinker. Lange tijd ten onrechte toegeschreven aan Willem Bilderdijk
- Eerstelingen[e] (1788)
- De Post van den Helicon (Nr.1 - nr.40,1788). Redacteur, met medewerking van Willem Bilderdijk
- Van Rots, epizodisch drame in vijf bedrijven[f] (1789)
- Celia, treurspel[g] (1792)
- Gabriëla van Faiël, geb. van Vergy, Katjensspel. Vry gev., naar het 4e en 5e bedryf van Gabriëla van Vergny, treurspel[h] (1798). Parodie op Gabriëla van Vergny, treurspel van Joan. Nomsz
- Ericia, of De Vestaalsche maagd, kermistreurspel, ingericht om in de Min in 't Lazarushuis ingelyfd te worden[i] (1799)
- Treurzang, bij het plechtig vieren der nagedachtenis van Washington, in de Maatschappij van verdiensten Felix Meritis, den 21 Maart 1800[j] (1800)
- De menschheid in 't Lazarushuis, bij den aanvang der negentiende eeuw. Zinnebeeldige voorstelling[k] (1801)
- Eeuwfeest by den aanvang der negentiende eeuw. Zinnebeeldige voorstelling[l] (1801)
- Zangen van mr. Johannes Kinker, by het vieren van het eeuwfeest, den 2den van january, 1801, in de Maatschappy Felix Meritis, gezongen[m] (1801). De muziek is van den orchestmeester Bartholomeus Ruloffs
- Tafereel der jongste lotgevallen van Europa, geëindigd door de vrede. Zinnebeeldige voorstelling[n] (1802)
- De jaargetijden, naar Thomson; in muziek gebragt door Joseph Haydn[o] (1803). Vert. van: The seasons. 1728
- Schepping, geestelyk muziekstuk, in muziek gebracht door Joseph Haydn[p] (1803). Vert. van: Die Schöpfung door Gottfried van Swieten, 1798. Oorspr. titel: The creation door Lidley, 1759
- Almansor en Zehra, treurspel[q] (1804)
- Mijne dankbetuigingen, aan de Orde der V. M. in 't algemeen, en aan de achtbare loge La charité, in 't bijzonder, wegens mijne plechtige inwijding in de orde, den 27. maart, 1805, uitgesproken den 15. meij daaraanvolgenden[r] (1805)
- De Tempelheeren, treurspel[s] (1805). Vert. van: Les templiers door François-Juste-Marie Raynouard, 1805
- Gedachten bij het graf van Kant[t] (1805)
- De vereeniging van het verhevene met het schoone. Zinnebeeldige voorstelling, ter feestviering van de 25e verjaring, gedur. welk tydvak ... Johanna Cornelia Wattier ... aan den Amsterdamschen schouwburg hare gaven gewyd heeft, enz[u] (1805)
- Lierzang aan de verdienstelijke Johanna Cornelia Wattier (1805)
- De duivel van de negentiende eeuw. Een rijmpje[v] (1806)
- De maagd van Orleans, treurspel in 5 bedrijven[w] (1807). Vert. van: Die Jungfrau von Orleans door Friedrich Schiller, 1802
- Maria Stuart, treurspel in 5 bedrijven[x] (1807). Vert. van: Maria Stuart door Friedrich Schiller, 1800
- Iets ter gelegenheid van de sluiting des Kon. Hollandschen Schouwburgs, te Amsterdam, den 9den Mey 1807. Waarin eene daarop toepasselijke aanspraak van de eerste tooneelkonstenaresse J.C. Ziesenis, geb. Wattier, welke daarin de Tooneelkunst voorstelt, voorkomt[y] (1807)
- Brieven van Sophië aan mr. Rhynvis Feith[z] (1807)
- Edipus te Kolone, zangspel[aa] (1807). Parodie op de opera: Oedipe à Colone, van Nicolas-François Guillard, 1786
- Aanspraak van Johanna Cornelia Wattier, aan Dirk Sardet, na de uitvoering van den Fenelon, in het treurspel van dien naam, ter viering van zijnen vijf en twintig jarigen dienst aan den Amsterdamschen Schouwburg[ab] (1807)
- Johan Rudolph Deiman gedacht in eene redevoering door J.E. Doornik en in een dichtstuk door J. Kinker[ac] (1808)
- De nagedachtenis van Jaques Kuyper, lid van het Koninklijk Instituut, (overleden 1 junij 1808) in Harmonica gevierd, den 11 september deszelfden jaars[ad] (1809). Bevat ook: Naklank van E. Schilderup
- De nagedachtenis van Joseph Haydn, (overleden te Weenen den 31 van Bloeimaand 1809.) in de Maatschappij Felix Meritis den 25 van Sprokkelmaand 1810, gevierd[ae] (1810)
- Proeve eener Hollandsche prosodia, oordeelkundig gegrond op, en door het gehoor getoetst aan de uitspraak onzer taal, door het beschaafde gedeelte onzer natie, en toegepast op het rythmus en metrum der ouden, in zoo verre beiden in onze Hollandsche dichtkunde zouden kunnen worden ingevoerd[af] (1810)
- Het alleven of de wereldziel[ag] (1812)
- Weeklagt. Uitgesproken door den voorzitter der Hollandsche Maatschappij van Fraaye Kunsten en Wetenschappen, bij de opening van hare algemeene jaarlijksche vergadering, den 1sten oct. 1813[ah] (1813)
- Inleiding voor eene wijsgeerige algemeene theorie der talen[ai] (1813)
- Het ware der schoonheid[aj] (1814)
- Ode aan Voltaire[ak] (1817)
- Gedichten van Mr. J. Kinker[al][am][an] (1819-1821)
- Brieven over het natuurregt aan den heer Paulus van Hemert, (naar aanleiding van Mr. W. Bilderdijks Korte ontwikkeling der gronden van het natuurrecht, en daarbij gevoegde zielkundige verhandelingen)[ao] (1823)
- Iets over het schoone[ap] (1823)
- Rapport sur la méthode de Mr. Jacotot, prés. au Dép. de l'Intérieur, le 8 Sept. 1826[aq] (1826)
- Huwlijksgroet aan Zijne Koninklijke Hoogheid prins Willem-Frederik-Karel der Nederlanden en Hare Koninklijke Hoogheid prinsesse Louise-Augusta-Wilhelmina-Amelia van Pruissen, bij hoogstderzelver echtverbindtenis voltrokken den 21 van bloeimaand 1825[ar] (1826)
- Verslag aangaande de leerwijze van Jacotot, aan het departement van Binnenlandsche Zaken, 8 sept. 1826 ingezonden[as] (1826). Tekst in het Nederlands en het Frans
- Aan de Koninklijke Maatschappij van Vaderlandsche Taal- en Letterkunde, te Brugge, onder de zinspreuk: Eendragt en vaderlandsliefde[at] (1828)
- Beoordeeling van mr. W. Bilderdijks Nederlandsche spraakleer, met de spreuk: Discant artem quam frustra docent. Gevolgd van eenen brief des hoogleeraars Matthijs Siegenbeek aan den schrijver, als bijvoegsel tot deze beoordeeling[au] (1829)
- Helmina en Elisa. Zang van twee vaderlandsche meisjes. In muzyk gebragt door J.W. Wilms[av] (1832)
- Iets over het romantische. Eene voorlezing[aw] (ca. 1833)
- Toespraak aan het letteroefenend Genootschap tot nut en beschaving, bij gelegenheid der feestviering van deszelfs vijf-en-twintigjarig bestaan, op den 13den Maart 1833[ax] (1833)
- Proeve eener beantwoording van de vraag: Wat nut kan de empirische algemeene taalkennis aan de hoogere wijsbegeerte toebrengen?[ay] (1833). Gelezen den 13den september 1830
- Frankrijk tegenover Europa. Eene voorlezing[az] (1834)
- Essai sur le dualisme de la raison humaine (1850-1852) - postuum
- Kant, proeve van eene opheldering van de kritiek der zuivere rede[ba] (1872) - postuum, eerder verschenen in: Magazyn voor de critische wijsgeerte, 1799
- Verspreid en onuitgegeven dicht en ondicht van Kinker. Naar tijdsorde gerangschikt en toegelicht[bb] (1877). Door Joh. van Vloten
- Johannes Kinker (1764-1845), Briefwisseling - 3 delen; uitgegeven, met inleiding en commentaar door A.J. Hanou en G.J. Vis, (1992-1994)